# فرکانس (فیلم)
فرکانس (انگلیسی: Frequency) فیلمی علمی–تخیلی، مهیج و درام به کارگردانی گرگوری هابلیت و نویسندگی توبی امریک است که در سال ۲۰۰۰ توزیع شد.

## داستان
پسری به طور اتفاقى با استفاده از يك راديوى قديمى، ارتباطى با پدرش كه ٣٠ سال پيش فوت كرده برقرار میكنه. اونها از طريق همين راديو با هم صحبت میكنن و پسر سعى مى كنه با كمك اين ارتباط، از مرگ پدرش در گذشته چلوگیری كنه.اما با تغيير گذشته، اتفاقات غير منتظره و پیچیده‌ای هم در زمان حال رخ میده...